# ABC強國

Argentina（阿根廷）、Brazil（巴西）和 Chile（智利）

ABC強國，又稱拉丁美洲ABC三國（英語：ABC Powers）或阿巴智同盟，是指南美洲三個國力、文化、經濟和軍事水準實力最強的國家，時常負責協調中南美洲其他國家的事務，並且共圖南美洲的利益，調停南美洲發生的戰爭等等。這三個國家分別為阿根廷（Argentina）、巴西（Brazil）與智利（Chile）。
同樣概念的還有兩國集團、亞洲四小龍、八大工業國組織、20國集團、金磚五國等等。

## 阿根廷（Argentina）
阿根廷是G20新興工業國其中之一，南美洲第二大國，首都布宜諾斯艾利斯有“拉丁美洲的巴黎”之稱。阿根廷同時與南美其他國相比擁有較良好的工業基礎，自然資源也非常豐富，阿根廷受益於豐富的自然資源，高度受教育的人口，出口導向的農業部門，多樣的工業基礎。這個國家在歷史上有一個相對其它拉丁美洲國家龐大的中產階級。

## 巴西（Brazil）
巴西為G20和金磚五國之一，同時作為南美洲第一大國，足球及其運動項目名列前茅。巴西國內生產總值（購買力平價法）在拉丁美洲位居第一，對世界市場影響日益擴大。主要出口商品有：咖啡、大豆、鐵礦石、橙汁、鋼鐵、飛機。
根据世界银行统计数据，2022年巴西的名义国民生产总值达到1.94万亿美元，同比年平均增長率達到2.9％，人均GDP為8917.7美元，為南美洲最大經濟體。

## 智利（Chile）
智利為经济合作与发展组织和亞洲太平洋經濟合作會議會員之一，在19世紀末期的硝石戰爭中擊敗秘魯及玻利維亞的聯軍，並奪取了玻利維瓦唯一的海灣。擁有全世界最狹長的領土，智利同時也是拉丁美洲最主要的工業國和最大的原材料出產國。它擁有世界上已探明储量最大的銅礦（佔世界銅儲量的40%），有「銅之王國」之稱。19世紀硝酸鹽為智利帶來了巨大的財富。此外智利還有石油、天然氣和不同的寶石。智利的農業和漁業也很發達。

## 1914年ABC強國會議
ABC強國为人们所熟知源于1914年5月20日。当时三国在加拿大的尼亚加拉瀑布城举行會議，为避免美國和墨西哥之间爆发军事冲突展开斡旋。坦皮科事件及美國占領韦拉克鲁斯之后，墨西哥因此爆发革命，两国关系十分紧张。美国前任副总检察长弗雷德里克·威廉·雷曼和聯邦最高法院法官約瑟夫·洛克·拉马尔作为代表出席会议。

## 政治
三國的政治平穩，相對于其他的拉丁美洲國家持穩定的方向發展。過去三國均經歷軍事獨裁統治，自1980年代逐漸走向民主化。
2015年期间，三國均一度由女性擔任國家元首，分別是阿根廷總統克里斯蒂娜·費爾南德斯·德基什內爾，巴西總統迪爾瑪·羅塞夫和智利總統蜜雪兒·巴切萊。
截至2024年初，三國的元首分別是阿根廷總統哈维尔·米莱，巴西總統卢拉·达席尔瓦和智利總統加夫列尔·博里奇，目前ABC三国均由男性担任国家元首。